# 卡庫佩
卡库佩（西班牙语：Caacupé）是巴拉圭科迪勒拉省的首府，建立于1770年，城内有一座著名的大教堂。